# 鉄酸バリウム
鉄酸バリウム（てつさんバリウム、英: barium ferrate）は、化学式が BaFeO4 の無機化合物に与えられる名称である。この化合物は酸化数が+6(VI)の鉄を含むため、鉄(VI)酸バリウムとも呼ばれる。鉄酸バリウムの構造は硫酸バリウムに似ており、四面体型のFeO42−アニオンを持つ。

## 合成
鉄酸バリウム（無水和物）は鉄酸カリウムと塩化バリウムを含む溶液から溶解しないBaFeO4の沈殿によって得られる。

## 用途
鉄酸バリウムは酸化剤の一つで有機合成で用いられている。